# ママ・オクリョ・コヤ
ママ・オクリョ・コヤ（Mama Ocllo Coya、Mama Uqllu、fl 1493年）は、弟のサパ・インカ・トゥパック・インカ・ユパンキと結婚した、インカ帝国の皇后。

## 生涯
ママ・オクリョ・コヤは、パチャクテクの娘であり、トゥパック・インカ・ユパンキの姉だった。彼女は慣習により弟と結婚し、彼の正室となった。彼女はワイナ・カパックとコヤ・クシリマイの母親だった。